# Šamudovce
Šamudovce (in ungherese Sámogy) è un comune della Slovacchia facente parte del distretto di Michalovce, nella regione di Košice.